# Clusia panapanari
Clusia panapanari är en tvåhjärtbladig växtart som först beskrevs av Jean Baptiste Christophe Fusée Aublet, och fick sitt nu gällande namn av Jacques Denys Denis Choisy. Clusia panapanari ingår i släktet Clusia och familjen Clusiaceae. Inga underarter finns listade i Catalogue of Life.